# John A. Scali
John Alfred Scali, född 27 april 1918 i Canton, Ohio, död 9 oktober 1995 i Washington, D.C., var en amerikansk diplomat och journalist. Han var USA:s FN-ambassadör 1973-1975.
Scali var reporter på ABC:s nyhetsredaktion fram till 1971. Han var sedan rådgivare åt USA:s president Richard Nixon och därefter FN-ambassadör.
Scalis grav finns på Arlingtonkyrkogården.